# W. W. Sawyer
Walter Warwick Sawyer (* 5. April 1911 in London; † 15. Februar 2008 in Kanada), meist als W. W. Sawyer oder Warwick Sawyer zitiert, war ein englischer Mathematiker und Mathematikdidaktiker.

## Leben und Wirken
Sawyer besuchte mit Stipendien die Highgate School und das St. John’s College der Cambridge University, wo er sich mit theoretischer Physik beschäftigte. 1933 machte er seinen Bachelorabschluss. Danach war er Dozent an verschiedenen englischen Universitäten (ab 1933 am University College in Dundee und von 1937 bis 1944 an der Manchester University) und schließlich ab 1945 Vorsitzender der mathematischen Fakultät am Leicester College of Technology. 1948 wurde er Leiter der mathematischen Fakultät des neu gegründeten  University College of the Gold Coast. Von 1951 bis 1956 war er Professor am Canterbury College in Neuseeland. Danach war er in den USA, wo er 1957/58 an der University of Illinois und von 1958 bis 1965 an der Wesleyan University Mathematikdidaktik unterrichtete und öffentlich bekannt wurde durch Kritik an der Praxis des Mathematikunterrichts. Ab 1965 wurde er Professor für Mathematik und Mathematikdidaktik an der University of Toronto. 1976 ging er in den Ruhestand und übersiedelte nach Cambridge in England. Dort leitete und initiierte er zahlreiche Mathematik-Clubs für Schüler.
Sawyer gilt in angelsächsischen Ländern als einer der herausragenden Mathematik-Didaktiker und Popularisatoren der Mathematik. Sein erstes Buch Mathematician's Delight von 1943 wurde in zahlreiche Sprachen übersetzt und hatte eine Auflage von über einer halben Million Exemplaren. Behandelt werden anhand konkreter Beispiele elementare Algebra, Logarithmen, Trigonometrie, Graphen, Analysis, komplexe Zahlen. Schon in den 1940er Jahren am Leicester College entwickelte er ein Mathematik-Curriculum für Ingenieurs-Studenten, das in der Lehre vor allem von konkreten Anwendungen ausgeht. Als nützliche Mathematik sieht er in erster Linie lineare Algebra, Analysis und Funktionalanalysis.
1962 hielt er einen Vortrag auf dem Internationalen Mathematikerkongress in Stockholm (Not modern, not traditional, but mathematics as a whole).

## Bücher
- Mathematician's Delight. Penguin 1943, 1991, ISBN 0-14-013034-9.
- Herausgeber und Mitautor: Mathematics in theory and practice. 1948.
- What is Calculus about? New Mathematical Library, Yale 1960.
- mit L. Strawley: Designing and Making – a book for boys, girls and inventors. Blackwell 1957.
- A Concrete Approach to Abstract Algebra. Freeman 1959 (deutsch: Eine konkrete Einführung in die abstrakte Algebra. BI Hochschultaschenbuch 1970).
- Maths Patterns in Science. American Education Publications 1960.
- Prelude to Mathematics. Penguin 1955.
- Introducing Mathematics Bd.1: Vision in Elementary Mathematics. Penguin 1964.
- Introducing Mathematics Bd.4: A path to modern mathematics. Penguin 1966 (deutsch: Ein Weg zur modernen Mathematik. Klett-Cotta 1973).
- Introducing Mathematics Bd.3: The Search for Pattern. Penguin 1970.
- A First Look at numerical functional analysis. Oxford, Clarendon Press 1978.
- An Engineering Approach to Linear Algebra. Cambridge 1972.